# (144752) Plungė
(144752) Plungė est un astéroïde de la ceinture principale.

## Description
(144752) Plungė est un astéroïde de la ceinture principale. Il fut découvert le 16 avril 2004 à Moletai par Kazimieras Černis et Justas Zdanavičius. Il présente une orbite caractérisée par un demi-grand axe de 2,98 UA, une excentricité de 0,07 et une inclinaison de 2,2° par rapport à l'écliptique.

## Étymologie
Cet astéroïde est nommée en référence à la ville lituanienne de Plungė.

## Compléments